# オレンジの種五つ
「オレンジの種五つ」（オレンジのたねいつつ、原題："The Five Orange Pips"）は、イギリスの小説家、アーサー・コナン・ドイルによる短編小説。シャーロック・ホームズシリーズの一つで、56ある短編小説のうち5番目に発表された作品である。『ストランド・マガジン』1891年11月号初出。1892年発行の短編集『シャーロック・ホームズの冒険』(The Adventures of Sherlock Holmes) に収録された。
依頼人が事件に巻き込まれて殺害され、ホームズは犯人を捕らえることができなかった事件である。

## あらすじ
9月下旬の暴風雨の夜、ジョン・オープンショーと名乗る青年がホームズのもとを訪れてきた。彼の話によると、アメリカ帰りの伯父イライアスと、父親のジョゼフがクー・クラックス・クラン（K.K.K）から発送された封筒が届いたあとで、それぞれ不慮の死を遂げたという。封筒には、いずれのときにもオレンジの種が5つ入っていた。警察では事故が原因だと考えていたが、ジョンは2人とも殺害されたと思っていた。そして、2日前にはジョン本人のところにもオレンジの種が5つ入った封筒が届いた。イライアス伯父がアメリカから持ち帰った品を付け狙っているK.K.Kによる殺害であると直感したホームズは、封筒の消印から彼らが船乗りであることを推理し、ジョン・オープンショーの身にも危険が迫っていることを察知する。なんとか被害を食い止めようとするが、ジョン・オープンショーは、その夜帰路についたところで、蒸気船乗り場から落ちて死亡してしまう。
翌朝の新聞で、ホームズはそのことを知った。依頼人を死なせてしまい、自分の誇りに傷がついたというホームズ。彼は、その日は一日かけて犯人たちの移動手段と思われる船を探した。手がかりになったのは消印である。イライアス伯父に届いた封筒はインドのポンディシェリ港から差し出されていて、封筒が到着してから7週間後に死亡したこと。そして父ジョセフに届いた封筒は、スコットランドのダンディー港から出されていて、封筒が到着して4日後に死亡したことである。遠いところで出された封筒ほど、受け取ってから死亡するまでの期間が長いことは、郵便汽船と犯人たちの船の速度差があることを示している。したがって犯人は帆船に乗っているはずだ。恐るべきことにジョン・オープンショーに届いた封筒は、すぐ近くのロンドン港で出されていたので、時間をおかずに殺されてしまったようだ。ロイド船籍名簿と古い新聞をあさったホームズは、それぞれの港に封筒の消印月日に寄港した船の中から、アメリカのサヴァナ港を母港とする帆船を探り当てた。その船名は「ローン・スター号」といい、アメリカ人は船長のほかに2人だけだった。さらにその3人は、そろって昨日の夜は上陸したという。
ローン・スター号は、今朝の満潮時にサヴァナ港へ向けて出港していたので、犯人たちを捕らえることはできなかった。ホームズは戸棚からオレンジを1個取り出して割り、種を絞り出した。そのうち5個を取って封筒に入れ、「J・O（＝ジョン・オープンショー）の代理人、S・H（＝シャーロック・ホームズ）」とだけ書いた手紙を一緒に入れた。封をして表側には、「アメリカ　ジョージア州　サヴァナ港　帆船ローン・スター号船長　ジェームズ・カルフーン殿」と記した。それはK.K.Kのやり方を真似て、復讐の手紙を送りつけようというものだった。郵便汽船は速度があり、帆船ローン・スター号よりも早くサヴァナ港に着くので、そこでオレンジの種が入った封筒が犯人を待っているという手順だ。またホームズは海底電信で電報を送り、サヴァナ警察へ犯人逮捕の依頼も行った。
しかし、その年の嵐は特に激しかった。待てど暮らせど、サヴァナ警察からの連絡は来なかった。やがて大西洋の真ん中で「L・S」と記された、砕けた板材が見つかり、その後にローン・スター号の姿を見た者は誰もいなかった。

## 事件の発生時期、場所など
本編の序盤で1887年に起こった事件をいくつも列挙し、オープンショーの言葉として「僕の父が気の毒に亡くなったのは1885年1月でしたが、それ以来2年8か月が過ぎました」と話している他、序盤に依頼人が来たのが「9月下旬」という説明もある。
これらから1887年9月に起こった事件と強く示唆されているが、1888年または1889年に起こったと考えている研究家もいる。
また、ホームズは、オープンショーの靴のつま先についている粘土と白堊の混合物から、オープンショーが南西部から来たことを見抜き、オープンショーもサセックス州ホーシャムから来たと明かしているが、ホーシャムではこのような成分の土がつくことはないと指摘されている。

## ホームズを出し抜いた女性
「オレンジの種五つ」には、「これまで4回失敗し、そのうち1回が女性 (a woman) によるものだった」というホームズの発言がある。このホームズを唯一出し抜いた女性は、「ボヘミアの醜聞」に登場するアイリーン・アドラーのことだと考えられている。
しかし、「ボヘミアの醜聞」冒頭にはアイリーン・アドラーのことを、ホームズはいつも「あの女性 (the woman)」と呼ぶという記述があるため、別人のことを指すとする解釈もある。この別人説では、女性 (a woman) とはホームズが失敗した「黄色い顔」の事件に登場する、エフィー・マンローのことだとしている。